# Prix Goncourt
De Prix Goncourt is een van de twee belangrijkste, zo niet de belangrijkste van de Franse literatuurprijzen. De prijs wordt jaarlijks in november toegekend door de Académie Goncourt (officieel de Société Littéraire des Goncourt), tegelijk met de Prix Renaudot. De Académie bestaat officieel sinds 19 januari 1903. De prijs werd bij testamentaire beschikking ingesteld door Edmond de Goncourt (1822-1896), ter nagedachtenis aan zijn jong gestorven broer Jules (1830-1870).
De prijs wordt toegekend aan het "verbeeldingsvolste proza" van elk jaar. De winnaar krijgt het symbolische bedrag van 10 euro. Door het winnen van de prijs krijgt de verkoop een enorme stimulans. Een boek dat de Prix Goncourt gewonnen heeft wordt gemiddeld 400.000 keer verkocht.
De Académie Goncourt kent ook enkele bijkomende prijzen toe, de Goncourt de la Nouvelle (sinds 1977), de Goncourt de la Biographie Edmonde Charles-Roux (sinds 1980), de Goncourt de la Poésie Robert Sabatier (sinds 1985), de Goncourt du Premier Roman (sinds 1991) en de Goncourt des détenus (sinds 2022). Voor leerlingen aan het einde van de middelbare school is er de Prix Goncourt des lycéens (sinds 1988).

## Choix Goncourt internationaux
Sinds 1998 is er ook een "Choix Goncourt de la Pologne", georganiseerd door het Frans Instituut in Krakau en toegekend door een jury bestaande uit studenten van de Franse afdelingen van universiteiten in heel Polen op basis van de lijst die in september is opgesteld door de Académie Goncourt. Deze buitenlandse prijzen werden jaar na jaar en decennium na decennium talrijker zodat in 2024 al 40 Choix Goncourt prijzen worden toegekend aan schrijvers uit verschillende landen of regio's, waaronder sinds 2016 de Choix Goncourt de la Belgique onder auspiciën van de Académie Goncourt, en georganiseerd door vertegenwoordigers van de Ambassade van Frankrijk in België, het Agence universitaire de la Francophonie, de Alliance française de Bruxelles-Europe en Passa Porta, het internationale literatuurhuis in Brussel. De Académie Goncourt stelt een lijst samen van acht potentiële kandidaat-winnaars wiens geselecteerde werken vervolgens worden gelezen door een jury van tweehonderd studenten, zowel Franstalige als Nederlandstalige, van 17 Belgische universiteiten en hogescholen. Sinds 2021 wordt ook op gelijkaardige wijze de Choix Goncourt des Pays-Bas toegekend onder auspiciën van de Académie Goncourt, en georganiseerd door AUF Europe occidentale, de boekhandel Le Temps Retrouvé en het Institut français NL. De jury bestaat uit studenten van elf Nederlandse universiteiten en hogescholen.

## Prijswinnaars
- 2024: Kamel Daoud, Houris
- 2023: Jean-Baptiste Andrea, Veiller sur elle
- 2022: Brigitte Giraud, Vivre vite
- 2021: Mohamed Mbougar Sarr, La Plus Secrète Mémoire des hommes of "De diepst verborgen herinnering van de mens"
- 2020: Hervé Le Tellier, L'Anomalie of "Anomalie"
- 2019: Jean-Paul Dubois, Tous les hommes n’habitent pas le monde de la même façon
- 2018: Nicolas Mathieu, Leurs enfants après eux of "De uitzichtlozen"
- 2017: Éric Vuillard, L'ordre du jour of "De orde van de dag"
- 2016: Leïla Slimani, Chanson douce [2] of "Een zachte hand"
- 2015: Mathias Énard, Boussole of "Kompas"
- 2014: Lydie Salvayre, Pas pleurer
- 2013: Pierre Lemaitre, Au revoir là-haut of "Tot ziens daarboven"
- 2012: Jérôme Ferrari, Le sermon sur la chute de Rome of "De preek over de val van Rome"
- 2011: Alexis Jenni, L’Art français de la guerre of "In tijden van oorlog"
- 2010: Michel Houellebecq, La carte et le territoire of "De kaart en het gebied"
- 2009: Marie NDiaye, Trois femmes puissantes
- 2008: Atiq Rahimi, Syngué sabour. Pierre de patience
- 2007: Gilles Leroy, Alabama Song
- 2006: Jonathan Littell, Les bienveillantes of "De welwillenden"
- 2005: François Weyergans, Trois jours chez ma mère
- 2004: Laurent Gaudé, Le soleil des Scorta of "Onder de zon"
- 2003: Jacques-Pierre Amette, La maîtresse de Brecht
- 2002: Pascal Quignard, voor zijn roman Les ombres errantes (De zwervende schaduwen), het eerste deel van een trilogie. Het boek is een combinatie van reflectie op historische gebeurtenissen en persoonlijke overpeinzingen.
- 2001: Jean-Christophe Rufin, voor zijn roman Rouge Brésil of "Braziliaans rood"
- 2000: Jean-Jacques Schuhl, Ingrid Caven
- 1999: Jean Echenoz, Je m'en vais
- 1998: Paule Constant, Confidence pour confidence
- 1997: Patrick Rambaud, La Bataille
- 1996: Pascale Roze, Le Chasseur zéro
- 1995: Andreï Makine, Le Testament français
- 1994: Didier Van Cauwelaert, Un aller simple of "Enkele reis"
- 1993: Amin Maalouf, Le rocher de Tanios
- 1992: Patrick Chamoiseau, Texaco
- 1991: Pierre Combescot, Les filles du calvaire
- 1990: Jean Rouaud, Les champs d'honneur
- 1989: Jean Vautrin, Un grand pas vers le Bon Dieu
- 1988: Érik Orsenna, L'exposition coloniale
- 1987: Tahar Ben Jelloun, La nuit sacrée
- 1986: Michel Hos, Valet de nuit
- 1985: Yann Queffélec, Les noces barbares
- 1984: Marguerite Duras, L'Amant
- 1983: Fréderic Tristan, Les Egarés
- 1982: Dominique Fernandez, Dans la main de l'ange
- 1981: Lucien Bodard, Anne-Marie
- 1980: Yves Navarre, Le jardin d'acclimatation
- 1979: Antonine Maillet, Pélagie-la-charette
- 1978: Patrick Modiano, Rue des boutiques obscures of "De straat van de donkere winkels"
- 1977: Didier Decoin, John l'Enfer
- 1976: Patrick Grainville, Les Flamboyants
- 1975: Emile Ajar, La vie devant soi
- 1974: Pascal Lainé, La dentellière
- 1973: Jacques Chessex, L'ogre
- 1972: Jean Carrière, L'Epervier de Maheux
- 1971: Jacques Laurent, Les Bétises
- 1970: Michel Tournier, Le roi des Aulnes of "De elzenkoning"
- 1969: Félicien Marceau, Creezy
- 1968: Bernard Clavel, Les fruits de l'hiver
- 1967: André Pieyre de Mandiargues, La Marge
- 1966: Edmonde Charles-Roux, Oublier Palerme
- 1965: Jacques Borel, L'adoration
- 1964: Georges Conchon, L'état sauvage
- 1963: Armand Lanoux, Quand la mer se retire
- 1962: Anna Langfus, Les bagages de sable
- 1961: Jean Cau, La pitié de Dieu
- 1960: Prijs toegekend aan Vintila Horia, Dieu est né en exil, maar niet uitgekeerd vanwege het onverwacht bekend geraakte politieke verleden van de auteur.
- 1959: André Schwart-Bart, Le dernier des justes
- 1958: Francis Walder, Saint-Germain ou la négociation
- 1957: Roger Vailland, La Loi
- 1956: Romain Gary, Les racines du Ciel
- 1955: Roger Ikor, Les eaux mêlées (T.II Les fils d'Avrom)
- 1954: Simone de Beauvoir,  Les Mandarins
- 1953: Pierre Gascar, Les Bêtes; Le temps des morts
- 1952: Béatrix Beck, Léon Morin, prêtre
- 1951: Julien Gracq, Le rivage des Syrtes
- 1950: Paul Colin, Les jeux sauvages
- 1949: Robert Merle, Week-end à Zuydcoote
- 1948: Maurice Druon, Les grandes familles
- 1947: Jean-Louis Curtis, Les forêts de la nuit
- 1946: Jean-Jacques Gautier, Histoire d'un fait divers
- 1945: Jean-Louis Bory, Mon village à l'heure allemande
- 1944: Elsa Triolet, Le premier accroc coûte deux cents francs
- 1943: Marius Grout, Passage de l'homme
- 1942: Marc Bernard, Pareils à des enfants
- 1941: Henri Pourrat, Vent de Mars
- 1940: Francis Ambrière, Les grandes vacances
- 1939: Philippe Hériat, Les enfants gâtés
- 1938: Henri Troyat, L'araigne
- 1937: Charles Plisnier, Faux-passeports
- 1936: Maxence Van der Meersch, L'Empreinte du Dieu
- 1935: Joseph Peyré, Sang et Lumière
- 1934: Roger Vercel, Capitaine Conan
- 1933: André Malraux, La condition humaine
- 1932: Guy Mazeline, Les loups
- 1931: Jean Fayard, Mal d'amour
- 1930: Henri Fauconnier, Malaisie
- 1929: Marcel Arland, L'ordre
- 1928: Maurice Constantin-Weyer, Un homme se penche sur son passé
- 1927: Maurice Bedel, Jérôme, 60° latitude nord
- 1926: Henry Deberly, Le supplice de Phèdre
- 1925: Maurice Genevoix, Raboliot
- 1924: Thierry Sandre, Le chèvrefeuille
- 1923: Lucien Fabre, Rabevel ou le mal des ardents
- 1922: Henri Béraud, Le vitriol de lune
- 1921: René Maran, Batouala
- 1920: Ernest Pérochon, Nêne
- 1919: Marcel Proust, A l'ombre des jeunes filles en fleurs
- 1918: Georges Duhamel, Civilisation
- 1917: Henri Malherbe, La flamme au poing
- 1916: Adrien Bertrand, L'appel du sol (prijs van 1914) - Henri Barbusse, Le feu
- 1915: René Benjamin, Gaspard
- 1914: prijs niet toegekend vanwege de oorlog.
- 1913: Marc Elder, Le peuple de la mer
- 1912: André Savignon, Filles de Pluie
- 1911: Alphonse de Châteaubriant, Monsieur de Lourdines
- 1910: Louis Pergaud, De Goupil à Margot
- 1909: Marius-Ary Leblond, En France
- 1908: Francis de Miomandre, Écrit sur de l'eau...
- 1907: Emile Moselly, Terres lorraines
- 1906: Jérôme et Jean Tharaud, Dingley, l'illustre écrivain
- 1905: Claude Farrère, Les civilisés
- 1904: Léon Frapié, La maternelle
- 1903: John-Antoine Nau, Force ennemie

## Verwijzingen
- (fr)  Académie Goncourt

1. ↑  NRC Handelsblad. Prix Goncourt 2014 voor Lydie Salvayre, 5 november 2014.
2. ↑  NRC, vrijdag 18 augustus 2017, pag C11